# Nikolai Stepulov
Nikolai Stepulov (ur. 20 marca 1913 w Narwie, zm. 2 stycznia 1968 w Tallinnie) – estoński bokser, srebrny medalista letnich igrzysk olimpijskich w 1936 w Berlinie w kategorii lekkiej, a także srebrny medalista mistrzostw Europy w Boksie 1937 w Mediolanie w kategorii lekkiej. Stepulov jako pierwszy i jedyny w historii bokser zdobył medal olimpijski dla Estonii.

## Kariera
W kwietniu 1934 rywalizował na Mistrzostwach Europy 1934 w Budapeszcie. Stepulov odpadł w ćwierćfinale, przegrywając na punkty z Karlem Schmedesem. W sierpniu 1936 wystąpił na igrzyskach olimpijskich w 1936 w Berlinie. Wygrał kolejno z reprezentantem Luksemburga Andre Wollscheidtem, Japończykiem Hidekichim Nagamatsu, Chilijczykiem Carlosem Lillo i Szwedem Erikiem Ågrenem (wszystkie walki wygrał na punkty), awansując do finału i zapewniając sobie srebrny medal olimpijski. W finale przegrał na punkty z Węgrem Imre Harangim.
W maju 1937 rywalizował na Mistrzostwach Europy 1937 w Mediolanie. W eliminacjach pokonał na punkty Belga Jeana Hanneuse’a, w ćwierćfinale Rumuna Gheorghe Jacoba, a w finale przegrał z reprezentantem Niemiec Herbertem Nürnbergiem.
W listopadzie 1936 i 1937 był w składzie na mecz międzypaństwowy pomiędzy drużyną Finlandii a Estonii. Stepulov stoczył dwa pojedynki, odnosząc zwycięstwa przed czasem.
W roku 1933, 1934, 1935, i 1937 był mistrzem Estonii w kategorii lekkiej, a w 1936 w kategorii półśredniej.
W latach 1938–1939 walczył jako bokser zawodowy. Łącznie stoczył 12 pojedynków, odnosząc 6 zwycięstw, 5 porażek oraz 1 remis.
Po zakończeniu kariery bokserskiej pracował w różnych fabrykach, jako drwal, ale również jako trener boksu. Po inwazji Związku Radzieckiego na Estonię w 1940 wstąpił do radzieckiej milicji. 21 czerwca 1940 wydał rozkaz otwarcia ognia do nieuzbrojonych członków organizacji Kaitseliit, którzy zebrali się w celu zdania broni na rozkaz władz radzieckich, co spowodowało śmierć 17 osób. Resztę wojny spędził w więzieniu.
W 1955 został skazany na siedem lat więzienia za napad. Kilka lat później zdiagnozowano u niego chorobę Parkinsona. Zmarł 2 stycznia 1968 w Tallinnie w wieku 54 lat.